# Bomba Umana
La Bomba Umana è un personaggio dei fumetti, creato dallo scrittore e disegnatore Paul Gustavson. Comparve per la prima volta in Police Comics n. 1 (agosto 1941), pubblicato dalla Quality Comics.

## Storia editoriale
La Bomba Umana fu pubblicata per la prima volta dalla Quality Comics negli anni quaranta, e decenni dopo dalla DC Comics che ne acquistò i personaggi. Police Comics n. 1 presentò anche la prima comparsa di Plastic Man e Phantom Lady, tra gli altri.

## Biografia del personaggio

### Roy Lincoln

#### Quality Comics
Roy Lincoln era originariamente uno scienziato che lavorava con suo padre su uno speciale esplosivo chimico chiamato "27-QRX". Quando le spie naziste invasero il suo laboratorio e uccisero suo padre, fece ricorso all'ingestione della sostanza chimica per evitare che finisse nelle mani dei nazisti. Come risultato, Lincoln ottenne il potere di causare l'esplosione di ogni oggetto con cui entrava in contatto, in particolare attraverso le mani; l'unico modo di controllarsi era di indossare costantemente dei speciali guanti d'amianto. Indossando una tuta per prevenire esplosioni accidentali, Lincoln divenne la Bomba Umana, rimuovendo i suoi guanti solo per utilizzare il suo potere contro i nazisti e i nemici giapponesi, così come contro i criminali comuni. Successivamente riuscì a ottenere abbastanza controllo sui suoi poteri da poter rimuovere la tuta di contenimento, sebbene i guanti continuassero a essere necessari.
Una comparsa della Bomba Umana avvenne in Police Comics n. 58, pubblicato nel settembre 1946. Durante la serie, gli fu data una spalla di nome "Hustace Throckmorton", che acquisì poteri simili a quelli della Bomba Umana dopo aver ricevuto una trasfusione di sangue d'emergenza dal supereroe. Throckmorton fu quindi sostituito da tre giovani che si chiamarono tutti "i Bombardieri".

#### DC Comics
Dopo il fallimento della Quality Comics nel 1956, la DC Comics acquistò i diritti sulla Bomba Umana così come su tutte le altre proprietà della Quality. La Bomba Umana rimase inpubblicata fino al rilancio di tutte le proprietà della Quality in Justice League of America n. 107 (ottobre 1973) con il nome di Combattenti per la Libertà. Come fece con tutti gli altri personaggi acquisiti da altre case di fumetti fallite di cui la DC acquisì i titoli degli eroi della Golden Age, i Combattenti per la Libertà furono locati in una terra parallela, in questo caso chiamata Terra-X, su cui i nazisti vinsero la Seconda guerra mondiale. Il team fu protagonista di una serie propria per 15 numeri (1976-1978) in cui temporaneamente lasciò la Terra-X per venire sulla Terra-1. Qui, la Bomba Umana fu occasionalmente un membro della All-Star Squadron, un gruppo di supereroi di Terra-2, nell'epoca della Seconda Guerra Mondiale combattuta dai supereroi, in un tempo precedente alla partenza dei Combattenti per la Libertà dalla Terra-X.
Il personaggio comparve quindi con il resto dell'intero cast di supereroi su Crisi sulle Terre infinite, una storia che intendeva eliminare le confondenti storie somiglianti che la DC aveva attaccato ai suoi supereroi fondendo retroattivamente tutte le terre in un mondo unico. Questo cancellò i giorni della Bomba Umana su Terra-X, e fuse le storie dei personaggi della All-Star Squadron con quelle dei membri dei Combattenti per la Libertà così che i Combattenti per la Libertà divenissero un gruppo di appartenenza dell'All-Star Squadron.
Lincoln fu mostrato in pensione in numerose storie di Damage a metà degli anni novanta, ma ricomparve successivamente come la Bomba Umana in molte storie della Justice Society of America nel 2003. La sua morte fu raffigurata in Crisi Infinite n. 1 (ottobre 2005) per mano di Bizzarro, quando i Combattenti per la Libertà si scontrarono contro la Società segreta dei supercriminali.
Dopo che la Bomba Umana uccise il Dottor Polaris in un attacco improvviso di rabbia, Bizzarro attaccò lui, colpendo il suo volto provocando numerose esplosioni. Il corpo di Lincoln fu spappolato dai brutali colpi subiti, ma la sua natura esplosiva non riuscì neanche a sfiorare Bizzarro. Le esplosioni cessarono anche quando Bizzarro continuava a colpire, indicando che il suo potere finì al momento della sua morte.
Il suo corpo fu appeso al Washington Monument, vicino ai suoi commilitoni deceduti, Phantom Lady e Black Condor. Entrambi gli eroi perirono nello scontro con la Società.
Roy ritornò come Lanterna Nera nel crossover La notte più profonda.

### Andy Franklin
Crisis Aftermath: The Battle for Blüdhaven n. 1 introdusse un personaggio di nome Andy Franklin, un ex scienziato finito nell'esplosione che distrusse Blüdhaven e che fu tenuto come esperimento nei campi di internamento segreti all'interno della città distrutta. Ci si riferisce a lui come "una specie di bomba umana". Con il numero 2, divenne la nuova Bomba Umana, mostrando i suoi poteri in Blüdhaven n. 3 quando colse un pezzo di un'unghia, lo colpì e uccise l'imminente truppa di Atomic Knights nell'esplosione risultante. È un fan di vecchia data di Lanterna Verde, rifiutandosi, infatti, di attaccarlo durante la serie Battle for Blüdhaven. In Uncle Sam and the Freedom Fighters n. 2, Zio Sam affermò che una goccia del sudore di Franklin era sufficiente a demolire Manhattan. Andy era altamente emozionabile, e rimaneva ferito quando i suoi compagni di squadra si riferivano a lui chiamandolo "fenomeno da baraccone", a causa dei suoi poteri distruttivi. Possedeva un senso della moralità più alto dei suoi compagni, tuttavia, lo si vide utilizzare la forza letale quando i suoi compagni si trovavano in pericolo. Andy sembrerebbe essere più potente del suo predecessore, come visto in Uncle Sam and the Freedom Fighters n. 2, quando creò un'esplosione consecutiva solo sbattendo i pugni su sé stessi. Le condizioni di Andy richiedono medicazioni speciali create dallo S.H.A.D.E., altrimenti potrebbe involontariamente esplodere.

## Versioni alternative
- Nella miniserie Kingdom Come di Alex Ross e Mark Waid, la Bomba Umana si vede brevemente nel numero 2, nel bar frequentato dai metaumani dove Superman stava reclutando membri per la Justice League. Questa era una versione più giovane ed amorale della Bomba Umana. La Bomba umana originale, nella serie di Kingdom Come, è un membro della nuova Justice League.
- Nel numero finale di 52, fu rivelato un nuovo multiverso, originariamente consistente di 52 realtà identiche. Tra le realtà parallele mostrate, una fu nominata Terra-10. A causa del "mangiare" di Mr. Mind in questa realtà, prese le sembianze della Terra-X pre-Crisi, inclusi i personaggi della Quality Comics. I nomi dei personaggi e dei gruppi di eroi non furono menzionati, ma comparve un personaggio molto somigliante con la Bomba Umana Roy Lincoln.

Basato su un commento di Grant Morrison, questo universo alternativo non è la Terra-X pre-Crisi.

## Allusioni alla cultura pop
Nell'episodio The Education of Jaime Sommers della serie televisiva Bionic Woman, Tom Gilchrist recita la frase "Uno dei miei fumetti preferiti era i Combattenti per la Libertà. C'era un personaggio chiamato la Bomba Umana" - e dicendo ciò strappò la sua giacca tuxedo per mostrare alcuni esplosivi attaccati al suo corpo.